# Комарица (Добој)
Комарица је насељено мјесто у граду Добој, Република Српска, БиХ. Према попису становништва из 1991. у насељу је живјело 1.010 становника.

## Становништво
| Демографија | Демографија | Демографија |
| Година      | Становника  | Становника  |
| ----------- | ----------- | ----------- |
| 1948.       | 1.184       |             |
| 1953.       | 1.233       |             |
| 1961.       | 1.243       |             |
| 1971.       | 1.321       |             |
| 1981.       | 1.294       |             |
| 1991.       | 1.010       |             |